# Ophioplinthaca laudator
Ophioplinthaca laudator är en ormstjärneart som beskrevs av Jean Baptiste François René Koehler 1930. Ophioplinthaca laudator ingår i släktet Ophioplinthaca och familjen knotterormstjärnor. Inga underarter finns listade i Catalogue of Life.